# Souvenir (álbum)
Souvenir es el octavo álbum de estudio del duo argentino Miranda!, lanzado el 7 de mayo de 2021 por la discografía Sony Music, Coincidiendo con los 20 años desde la formación de la agrupación. Originalmente planificado para el 2020, el lanzamiento fue aplazado debido a la pandemia de COVID-19. Debido a esto, el primer sencillo del disco, "Me gustas tanto", fue lanzado aproximadamente dos años antes del lanzamiento del disco completo, el 12 de julio de 2019.
Souvenir es el primer disco de Miranda! en contener seis canciones previamente lanzadas como sencillos. Además, el disco cuenta con dos colaboraciones con otros artistas: la banda de rock española Sidonie, y la cantautora chilena Javiera Mena.

## Sencillos
Por orden de lanzamiento:
Me Gustas Tanto (2019)
En el videoclip canta solamente Miranda!, mientras que en el álbum participa Sidonie.
Un Tiempo (2019)
Comentario de Ale Sergi: 
El personaje de Un tiempo se sitúa entre una mente abierta, la lujuria y los celos. Más que una historia, la letra describe sensaciones, y la ambición fue crear cierta confusión lírica para acompañar el carácter misterioso del beat. La melodía vocal es, sí, más alegre, y contrasta con todo lo demás, y hasta tal vez termine dándole el carácter definitivo a la canción. 
Comentario de Daniel Ortega (director):
Este video es una analogía de la conciencia, los estereotipos y su evolución, además de ser un pequeño homenaje estético al cine, donde tantas historias de amor y desamor fueron contadas, dentro y fuera de la pantalla.
Casi Feliz (2020)
Esta canción fue lanzada para musicalizar la serie de Netflix con el mismo nombre. Videoclip dirigido por Nico Sedano.
Luna de Papel (2020)
Videoclip dirigido por Tomás Würschmidt y Paz Elduayen. 
Entre las Dos (2020)
Comentario de Ale Sergi:
Entre la dos fue compuesta en mi estudio con Javiera en una primera instancia, y luego se sumó Juliana para redondear la letra. El beat parte con un loop de corte étnico/world y sobre este Javiera improvisó unos acordes y programamos juntos la batería y el bajo. Los sintetizadores son muy climáticos, y agregamos también unas palmas flamencas a la percusión. Es una mezcla bien diferente en cuanto al estilo que siempre manejamos con Miranda! Yo creo que se debe a que es una colaboración real entre los dos universos, compusimos e ideamos el clima de la canción entre Javiera y nosotros. Todo bajo la atenta mirada de nuestro productor eterno Cachorro López.
Comentario de Javiera Mena:
Para mí es un sueño cumplido hacer una canción con Miranda! Es algo que hace más de 10 años quería hacer, siempre estaba la posibilidad, pero no se llegaba a concretar. La canción iba a ser para mí en un principio y pensamos que sería buena idea hacer esta colaboración juntos, ya que habla de un triángulo amoroso. Es una producción súper electrónica y con un videoclip dirigido por un gran amigo. Es muy simbólica esta colaboración que nace de la amistad y la admiración mutua, estoy muy feliz que al día de hoy salga "Entre las dos". 
Videoclip dirigido por Alejandro Ros.
Por Amar al Amor (2021)
Existen tres versiones de esta canción, la primera es la que aparece en el álbum, las otras dos son en versión chacarera, una con Miranda! y en la otra participan Los Tabaleros. Videoclip dirigido por Alejandro Ros.
Caía la Noche (2021)
El primer sencillo de Souvenir que estrenó luego del lanzamiento del disco. Videoclip dirigido por Alejandro Ros.

## Composición y producción
La producción de este álbum fue acompañado con Gabriel Lucena y Cachorro López que trabajo en lanzamiento anterior de la banda que fueron Precoz y Fuerte. El álbum incluye una paleta de ritmos variados, que han sido tradición en el repertorio del duo: House, dancehall, disco, electrónica de los ochenta, canción guitarrera y una electrónica más climática. Respecto al álbum, Ale Sergi comento:

«Souvenir no es una vuelta a los inicios, es una revisión de toda nuestra carrera. En cada álbum siempre quisimos hacer algo diferente, pero esta vez quisimos hacer lo de siempre, pero mejor… Una vez más trabajamos con Cachorro López en la producción y grabamos en nuestro estudio y en el de él. También hay tracks producidos por Gabriel Lucena. Está instrumentado básicamente con máquinas y software: apenas una batería acústica (en Casi feliz), un bajo eléctrico (en Que no pare) y muy poca guitarra (en Un tiempo, Casi feliz); el resto es puro sintetizador, sampling y procesos digitales. Tenemos dos colaboraciones de artistas amigos y admirados: Sidonie (España) y Javiera Mena (Chile). Con Javiera compusimos juntos “Entre las Dos” y con Sidonie trabajamos a distancia en una nueva versión de “Me Gustas Tanto”. En cuanto a las letras, hablamos de los temas habituales, pero desde un punto de vista más reflexivo y menos impulsivo. Es el comienzo de la tercera vida de Miranda!».

## Lista de canciones
| Souvenir |                                    |                                                           |          |  |
| N.º      | Título                             | Escritor(es)                                              | Duración |  |
| 1.       | «Por Amar Al Amor»                 | Ale Sergi, Cachorro López                                 | 3:38     |  |
| 2.       | «Caía La Noche»                    | Ale Sergi, Cachorro López, Juliana Gattas                 | 3:17     |  |
| 3.       | «Me Gustas Tanto» (con Sidonie)    | Ale Sergi                                                 | 3:40     |  |
| 4.       | «Entre Las Dos» (con Javiera Mena) | Ale Sergi                                                 | 3:25     |  |
| 5.       | «Luna De Papel»                    | Ale Sergi, Cachorro López                                 | 3:45     |  |
| 6.       | «No Es Lo Que Parece»              | Ale Sergi, Cachorro López, Juliana Gattas                 | 3:25     |  |
| 7.       | «Un Tiempo»                        | Ale Sergi                                                 | 3:15     |  |
| 8.       | «En el Bar»                        | Ale Sergi                                                 | 3:42     |  |
| 9.       | «Que No Pare»                      | Ale Sergi, Cachorro López, Gabriel Lucena, Juliana Gattas | 2:57     |  |
| 10.      | «Casi Feliz»                       | Ale Sergi                                                 | 2:45     |  |
| 33:41    |                                    |                                                           |          |  |

## Personal
Créditos adaptados de las notas del álbum.
Músicos
| - Ale Sergi – voz, teclados, guitarras, programación - Juliana Gattas – voz - Sindonie (Marc, Jess y Alex) – voces (3) - Javiera Mena – voz (4), programación (4) - Gabriel Lucena – bajo (4), programación (9), teclados (9) | - Ludo Morrel – batería (10) - Cachorro López – programación (1, 2, 4, 5, 6, 8, 9), teclados (1, 2, 4, 5, 6, 8, 9) - Sebastián Schon – programación (2, 4, 6, 7), teclados (2, 4, 6, 7) - Demian Nava – programación (1, 2, 4, 5, 6, 9), teclados (1, 2, 4, 5, 6, 9) |

Técnico
| - César Sogbe – Mezclado | - Brad Blackwood – Másterizado |

Recursos
| - Milva Russo – Vestuario - Max Canosa – Maquillaje | - Marcelo Setton – Fotos - Alejandro Ros – Tapa |